# Tarkan

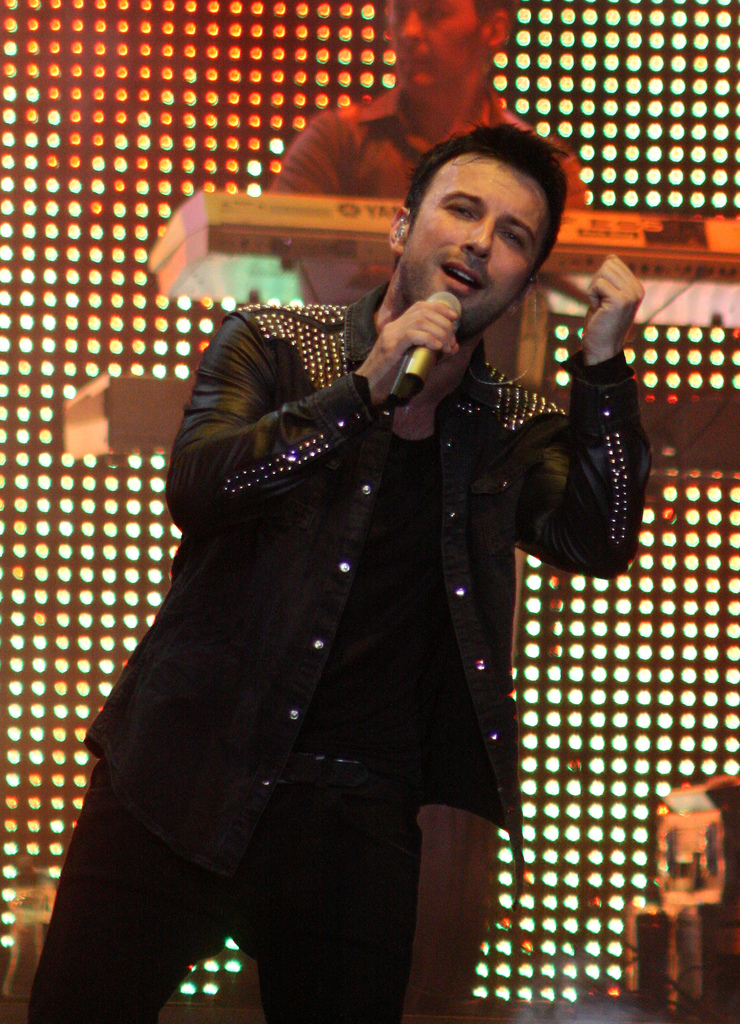
Tarkan Tevetoğlu (2011)

Tarkan (* 17. Oktober 1972 in Alzey, Deutschland; bürgerlich Tarkan Tevetoğlu) ist ein türkischer Popmusiker.

## Leben
Tarkan Tevetoğlu verbrachte seine Kindheit als Sohn türkischer Gastarbeiter in seinem Geburtsort, dem rheinhessischen Alzey. 1986 entschloss sich seine Familie, in die Türkei zurückzukehren. Seine Familie stammt aus der nordosttürkischen Stadt Rize.
1991 kehrte die Familie wiederum nach Deutschland zurück.

## Karriere

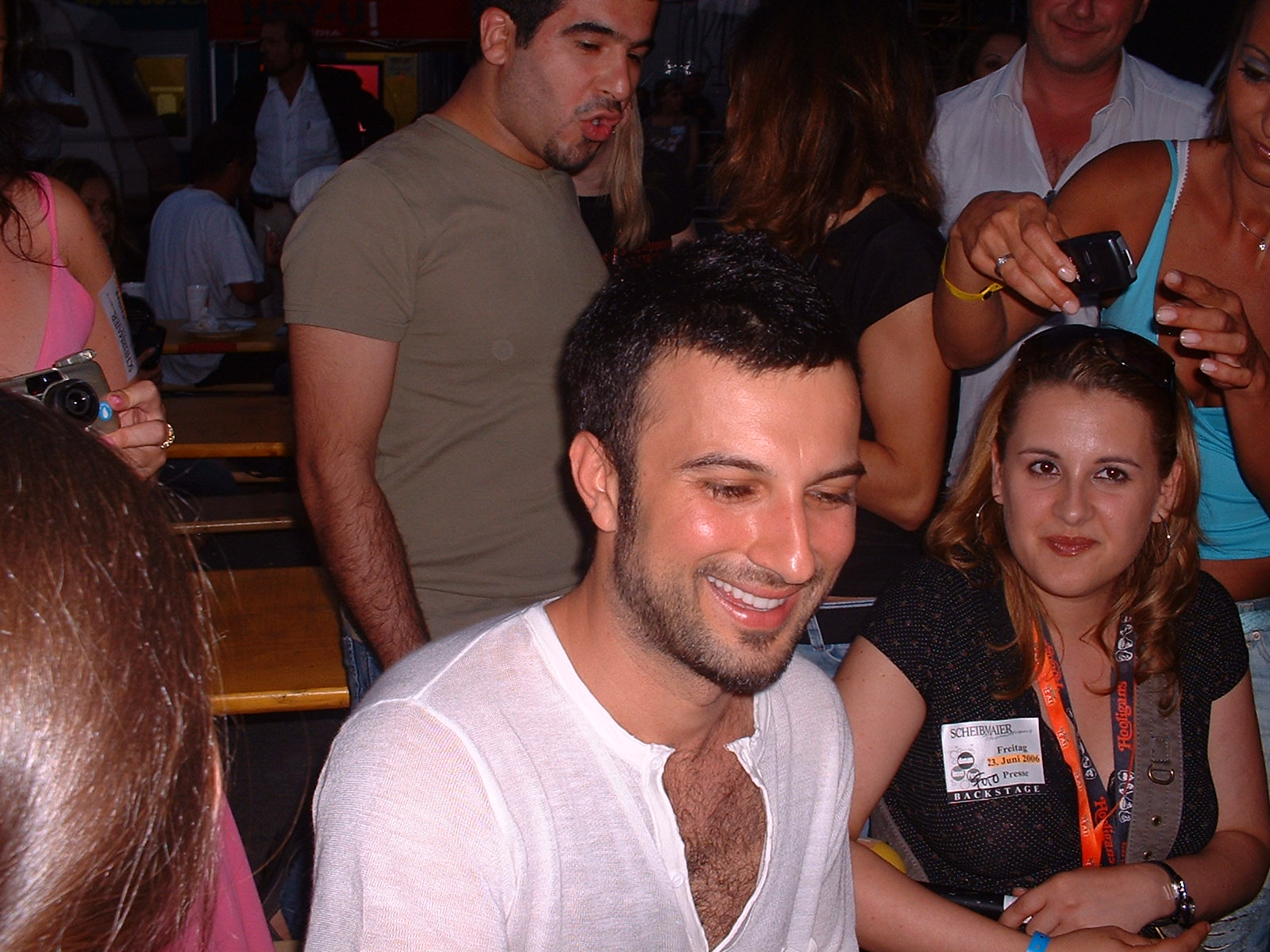
Tarkan in Wien (2006)

1992 nahm Tevetoğlu zusammen mit Mehmet Söğutoğlu von Istanbul Plak sein erstes Album auf. Zwei Jahre später erschien seine zweite Platte.
In den Jahren 1998 und 1999 hatte Tevetoğlu seinen bisher größten Erfolg mit seiner ersten Kompilation TARKAN (von Polygram) mit der Single Şımarık (Frech, Verwöhnt). Dieses Lied dürfte der weltweit bekannteste türkischsprachige Popsong sein; er wurde in Monaco mit einem World Music Award ausgezeichnet. Die Single verbrachte im belgischen Wallonien sogar 4 Wochen auf Platz 1 und erreichte zugleich in vielen europäischen Ländern die Top 5 der Charts. Der Song wurde zudem im Jahr 2002 von Holly Valance erfolgreich gecovert (Kiss Kiss) sowie 2017 von Mohombi, Big Ali & Ardian Bujupi. Zudem coverten und sampelten über die Jahre weitere, zahlreiche Künstler wie Skepta, DJ Kayz, Filipp Kirkorow, Wiktor Pawlyk, Ruki wwerch, Jelena Karleuša, Dado Polumenta, Elma Sinanović, Alka Vuica, Halid Bešlić, Peggy Zina, Anne Veski, Pa-dö-dő, Duo Datz, Megalomaniax, Niels William oder Elissa Songs von Tarkan.
Mit den Nachfolge-Singles Şıkıdım und Bu Gece konnte er ebenfalls Charterfolge in Europa feiern.
Tarkan, der als einer der wenigen türkischen Sänger auch international erfolgreich ist, gab bereits Konzerte in Fußballstadien in u. a. Buenos Aires und Kairo, trat in London im Alexandra Palace (1999) sowie im Olympia in Paris auf.
Bei der Fußball-Weltmeisterschaft 2002 in Japan und Südkorea sang Tevetoğlu für die türkische Nationalmannschaft das Lied Bir Oluruz Yolunda (Auf deinem Weg vereinen wir uns). Zu diesem Lied gab es auch einen Videoclip.
2004 wurde ein Parfüm unter seinem Namen auf den Markt gebracht.
Im deutschsprachigen Raum meldete sich Tevetoğlu Anfang 2006 mit der Veröffentlichung seiner ersten englischen Single Bounce zurück, welche bereits im Oktober 2005 in der Türkei unter seinem eigenen Label Hitt Müzik erschienen war. Das dazugehörige Album Come Closer würde 2006 bei Universal veröffentlicht. Am 31. Juli 2006 hatte die zweite Singleauskopplung Start the Fire im Mousse T. Remix aus dem Album Come Closer nach etlichen Verzögerungen Videopremiere.
Am 23. Dezember 2007 veröffentlichte Tevetoğlu das Album Metamorfoz. Es wurde am 14. April 2008 für mehr als 200.000 verkaufte Exemplare mit Platin ausgezeichnet.
Ein Jahr später, am 5. Mai 2009, wurde das Album für insgesamt mehr als 300.000 verkaufte Einheiten mit einer Diamantenen Schallplatte ausgezeichnet.
Sein am 28. Juli 2010 veröffentlichtes Album Adımı Kalbine Yaz verkaufte in den ersten drei Wochen 307.500 Exemplare.
Bis Ende des Jahres werden insgesamt 355.000 Einheiten von dem Album verkauft, womit es das meistverkaufte Album des Jahres in der Türkei ist.

## Kontroversen
Ab 1998 geriet Tevetoğlu in Konflikt mit türkischen Behörden, die von ihm die Ableistung des Wehrdienstes forderten. Schließlich ging er 2000 nach einer Geldzahlung von 16.000 Dollar an die Türkei für eine verkürzte Zeit (1 Monat) zum Militär, bevor er seine vierte Platte Karma veröffentlichte.
Im gleichen Jahr versuchte ein Erpresser vergeblich, Tevetoğlu wegen angeblicher Homosexualität unter Druck zu setzen. Als Tevetoğlu den Forderungen des Erpressers, 135.000 Dollar zu zahlen, nicht nachkam, gab dieser Fotos an eine türkische Boulevardzeitung weiter. Bericht und Bilder trugen zur Verurteilung des Tevetoğlu-Erpressers bei, aber gaben dennoch vorhandenen Gerüchten neuen Auftrieb. Tevetoğlu bestreitet, homosexuell zu sein, und begründete die Fotos in einem späteren Interview damit, dass er zu jener Zeit allenfalls „verwirrt“, aber „nie schwul“ gewesen sei.
Am 25. Februar 2010 wurde Tarkan zusammen mit anderen Personen bei einer Drogenrazzia der türkischen Polizei in Istanbul verhaftet, später aber wieder auf freien Fuß gesetzt. Er erhielt eine Bewährungsstrafe und die Auflage, an einer einjährigen Drogentherapie teilzunehmen und sich regelmäßig Kontrolluntersuchungen in einem Krankenhaus zu unterziehen.

## Privates
Tarkan ist seit Frühjahr 2016 verheiratet. Die Hochzeitsfeier fand in Köln statt. Am 12. Juli 2018 kam seine Tochter zur Welt.

## Sonstiges
Tarkan veröffentlichte seine erste Kompilation als Studioalbum in Frankreich (1998), Europa (1999), Mexiko, Argentinien, Brasilien, USA und in Japan (2000). Seine Lieder wurden mehr als 40-mal gecovert, darunter in arabischer, chinesischer, englischer, japanischer und russischer Sprache.
Er engagierte sich als erster türkischer Prominenter 2008 beim Protest gegen den Ilisu-Staudamm.

## Diskografie

### Studioalben
| Jahr | Titel       | Höchstplatzierung, Gesamtwochen, AuszeichnungChartplatzierungen (Jahr, Titel, Platzierungen, Wochen, Auszeichnungen, Anmerkungen) | Höchstplatzierung, Gesamtwochen, AuszeichnungChartplatzierungen (Jahr, Titel, Platzierungen, Wochen, Auszeichnungen, Anmerkungen) | Höchstplatzierung, Gesamtwochen, AuszeichnungChartplatzierungen (Jahr, Titel, Platzierungen, Wochen, Auszeichnungen, Anmerkungen) | Anmerkungen                             |
| Jahr | Titel       | DE | AT | CH | Anmerkungen                             |
| ---- | ----------- | --- | --- | --- | --------------------------------------- |
| 1998 | Tarkan      | DE7 (21 Wo.)DE | AT22 (12 Wo.)AT | CH17 (14 Wo.)CH | Erstveröffentlichung: 2. September 1998 |
| 2006 | Come Closer | DE18 (5 Wo.)DE | AT50 (3 Wo.)AT | CH43 (6 Wo.)CH | Erstveröffentlichung: 6. April 2006     |
| 2017 | 10          | — | — | CH72 (1 Wo.)CH | Erstveröffentlichung: 15. Juni 2017     |

### Weitere Alben
| Jahr | Titel             | Anmerkungen                             |
| ---- | ----------------- | --------------------------------------- |
| 1992 | Yine Sensiz       | Erstveröffentlichung: 24. Dezember 1992 |
| 1994 | Aacayipsin        | Erstveröffentlichung: 22. Mai 1994      |
| 1997 | Ölürüm Sana       | Erstveröffentlichung: 5. Juli 1997      |
| 2001 | Karma             | Erstveröffentlichung: 14. Juli 2001     |
| 2003 | Dudu              | Erstveröffentlichung: 20. Juni 2003     |
| 2007 | Metamorfoz        | Erstveröffentlichung: 26. Dezember 2007 |
| 2010 | Adımı Kalbine Yaz | Erstveröffentlichung: 28. Juli 2010     |
| 2016 | Ahde Vefa         | Erstveröffentlichung: 11. März 2016     |
| 2024 | Kuantum 51        | Erstveröffentlichung: 14. Juni 2024     |

### Remixalben
| Jahr | Titel              | Anmerkungen                         |
| ---- | ------------------ | ----------------------------------- |
| 1993 | Yine Sensiz Remix  | Erstveröffentlichung: 10. Juli 1993 |
| 2008 | Metamorfoz Remixes | Erstveröffentlichung: 15. Juli 2008 |

### Soundtracks
- 1997: Disney’s Hercules (Tevetoğlu sang die Disney akkreditierte türkische Version von Michael Boltons Go The Distance und synchronisierte den erwachsenen Herkules als Ersatzstimme des Tate Donovan).
- 1998: Beau Travail (für seinen Song Şımarık)
- 2000: Geboren in Absurdistan (für seinen Song Şımarık)
- 2002: XX/XY (für seinen Song Şımarık)
- 2005: Mr Socrates (für seinen Song Ölürüm Sana)
- 2011: Entelköy Efeköye Karşı (für seinen Song Kara Toprak)
- 2013: Güneşi Beklerken (für seinen Song Pare Pare)

### Singles
| Jahr | Titel Album                | Höchstplatzierung, Gesamtwochen, AuszeichnungChartplatzierungen (Jahr, Titel, Album, Platzierungen, Wochen, Auszeichnungen, Anmerkungen) | Höchstplatzierung, Gesamtwochen, AuszeichnungChartplatzierungen (Jahr, Titel, Album, Platzierungen, Wochen, Auszeichnungen, Anmerkungen) | Höchstplatzierung, Gesamtwochen, AuszeichnungChartplatzierungen (Jahr, Titel, Album, Platzierungen, Wochen, Auszeichnungen, Anmerkungen) | Anmerkungen                                        |
| Jahr | Titel Album                | DE | AT | CH | Anmerkungen                                        |
| ---- | -------------------------- | --- | --- | --- | -------------------------------------------------- |
| 1997 | Şımarık Tarkan             | DE6 Gold · (20 Wo.)DE | AT14 (12 Wo.)AT | CH3 Gold · (18 Wo.)CH | Erstveröffentlichung: 1997, im März 1999 in Europa |
| 1999 | Şıkıdım Tarkan             | DE35 (8 Wo.)DE | AT40 (1 Wo.)AT | CH22 (5 Wo.)CH | Erstveröffentlichung: Juni 1999                    |
| 1999 | Bu Gece Tarkan             | DE71 (4 Wo.)DE | — | — | Erstveröffentlichung: September 1999               |
| 2006 | Bounce Come Closer         | DE15 (9 Wo.)DE | AT43 (5 Wo.)AT | CH60 (5 Wo.)CH | Erstveröffentlichung: 24. März 2006                |
| 2006 | Start the Fire Come Closer | DE43 (7 Wo.)DE | — | — | Erstveröffentlichung: 18. August 2006              |

### Weitere Singles
| - 1992: Kıl Oldum - 1993: Kimdi? (Original: Cheb Khaled – Didi) - 1993: Gelip De Halimi Gördün Mü? (Original: Los Kjarkas – Wayayay) - 1993: Vazgeçemem (Original: Gipsy Kings – No Volvere) - 1993: Söz Verdim - 1993: Selam Ver - 1993: Sarıl Bana - 1993: Oldu Canım, Ara Beni (Original: Smokie – Don’t Play Your Rock ’n’ Roll to Me) - 1993: Çok Ararsın Beni (Original: Boney M. – No More Chain Gang) - 1994: Hepsi Senin Mi? - 1994: Unutmamalı - 1994: Gül Döktüm Yollarına (Original: Sara Badishi – Agadat Shalom Shabazi) - 1994: Bekle - 1995: Kış Güneşi - 1995: Şeytan Azapta - 1995: Dön Bebeğim - 1997: Yeni Yıl Şarkısı - 1997: İkimizin Yerine - 1998: Salına Salına Sinsice - 1998: Benzemez Kimse Sana (mit Müzeyyen Senar) - 1998: Ölürüm Sana - 1999: Unut Beni - 1999: İnci Tanem - 2001: Kuzu Kuzu - 2001: Hüp - 2001: Ay - 2001: Ask - 2001: Verme - 2002: Gitti Gideli - 2002: Sen Başkasın - 2002: Her Nerdeysen - 2002: Özgürlük Içimizde - 2002: Bir Oluruz Yolunda (#18 der deutschen Single-Trend-Charts am 5. Juli 2024) - 2003: Dudu - 2003: Sorma Kalbim - 2003: Gülümse Kaderine - 2004: Uzun İnce Bir Yoldayım - 2004: Hay Hay (mit Nazan Öncel) - 2004: Nereye Böyle (mit Nazan Öncel) - 2005: Ayrılık Zor | - 2007: Skylight/Gökyüzü (mit Ayhan Günyıl) - 2007: Vay Anam Vay - 2008: Pare Pare - 2008: Arada Bir - 2008: Dilli Düdük - 2008: Dedikodu - 2008: Uyan - 2008: Alaturka (mit Fahir Atakoğlu) - 2010: Herşeye Rağmen (mit Enbe Orkestrası) - 2010: Sevdanın Son Vuruşu - 2010: Öp - 2010: İşim Olmaz - 2011: Acımayacak - 2011: Kayıp - 2011: Adımı Kalbine Yaz - 2011: Kara Toprak - 2011: Gitme (mit Ümit Sayın) - 2011: Bir Ben Bir Allah Biliyor (mit Bülent Ersoy) - 2012: Aşk Gitti Bizden (mit Ozan Çolakoğlu) - 2012: Hadi Bakalım (mit Ozan Çolakoğlu) - 2013: Firuze - 2013: Hatasız Kul Olmaz - 2014: Hop De (mit İskender Paydaş) - 2014: Hadi O Zaman (mit Nazan Öncel) - 2014: Yemin Ettim - 2016: Cuppa - 2017: Ceylan (mit Sezen Aksu & Yaşar Gaga) - 2017: Yolla - 2017: Beni Çok Sev - 2017: Biz Çocukken - 2018: Çok Ağladım - 2018: Yalnızlar Treni - 2018: Kedi Gibi - 2019: O Sevişmeler - 2022: Geççek - 2022: Yap Bi Güzellik - 2022: Son Durak - 2023: Hep Birlikte Milli Takım - 2023: Sen Rahat Uyu - 2024: Yo - 2024: Şerbetli - 2025: Dönmüyor Giden |

### Produktionen/Songwritings
- 1995: Her Gece (von Mirkelam)
- 1995: Havalım (von Yıldız Tilbe)
- 1997: Canımsın (von Nâlân)
- 1998: Yine Bir Başıma (von Metin Arolat)
- 2003: İkimizin Yerine (von Müslüm Gürses)
- 2003: Hoyda Yarim (von Pınar Sağ)
- 2006: Gülümse Kaderine (von Kibariye)
- 2007: Püf (von Murat Boz)
- 2007: Çakmak Çakmak (von Sibel Can)
- 2009: Çantada Keklik (von Sibel Can)
- 2009: Ben Sen Olamam (von Emir)
- 2010: Acıkolik (von Nil Özalp)
- 2010: Herşeye Rağmen (von Enbe Orkestrası)
- 2010: Arada Bir (von Kibariye)
- 2011: Yakar Geçerim (von Ajda Pekkan)
- 2013: Hep Bana (von Emel Sayın)
- 2015: Bir Parmak Bal (von Sibel Can)
- 2019: Ümit Hırsızı (von Bülent Ersoy)

## Auszeichnungen
- 1995: Kral Türkiye Müzik Award in der Kategorie Song des Jahres (für Hepsi Senin Mi?)
- 1995: Kral Türkiye Müzik Award in der Kategorie Bester Pop-Musiker
- 1998: Kral Türkiye Müzik Award in der Kategorie Bester Pop-Musiker
- 2001: Altın Kelebek Award in der Kategorie Bester Pop-Sänger
- 2001: Altın Kelebek Award in der Kategorie Bestes Musikvideo (für Hüp)
- 2002: Kral Türkiye Müzik Award in der Kategorie Song des Jahres (für Kuzu Kuzu)
- 2002: Kral Türkiye Müzik Award in der Kategorie Bester Pop-Musiker
- 2004: Kral Türkiye Müzik Award in der Kategorie Bester Pop-Musiker
- 2004: Altın Kelebek Award in der Kategorie Bestes Musikvideo (für Dudu)
- 2011: Altın Kelebek Award in der Kategorie Bester Pop-Sänger
- 2011: Altın Kelebek Award in der Kategorie Song des Jahres (für Sevdanın Son Vuruşu)
- 2011: Kral Türkiye Müzik Award in der Kategorie Song des Jahres (für Sevdanın Son Vuruşu)
- 2011: Kral Türkiye Müzik Award in der Kategorie Bestes Album (für Adımı Kalbine Yaz)
- 2011: Kral Türkiye Müzik Award in der Kategorie Bester Pop-Musiker
- 2012: Altın Kelebek Award in der Kategorie Song des Jahres (für Yakar Geçerim)
- 2016: Altın Kelebek Award in der Kategorie Bestes Musikprojekt (für Ahde Vefa)
- 2017: Altın Kelebek Award in der Kategorie Song des Jahres (für Beni Çok Sev)
- 2017: Altın Kelebek Award in der Kategorie Bester Pop-Sänger

## Auszeichnungen für Musikverkäufe
| Silberne Schallplatte - Frankreich - 1999: für die Single Şıkıdım Goldene Schallplatte - Frankreich - 1998: für die Single Şımarık - 2001: für das Album Tarkan - Niederlande - 1999: für die Single Şımarık - Norwegen - 1999: für die Single Şımarık - Schweden - 1999: für die Single Şımarık | 3× Goldene Schallplatte - Mexiko - 2000: für das Album Tarkan 2× Platin-Schallplatte - Belgien - 1998: für die Single Şımarık Diamantene Schallplatte - Türkei - 2009: für das Album Metamorfoz |

Anmerkung: Auszeichnungen in Ländern aus den Charttabellen bzw. Chartboxen sind in ebendiesen zu finden.
| Land/RegionAuszeichnungen für Musikverkäufe (Land/Region, Auszeichnungen, Verkäufe, Quellen) | Silber  | Gold     | Platin     | Diamant  | Verkäufe | Quellen                                                    |
| -------------------------------------------------------------------------------------------- | ------- | -------- | ---------- | -------- | -------- | ---------------------------------------------------------- |
| Belgien (BRMA)                                                                               | —       | —        | 2× Platin2 | —        | 100.000  | ultratop.be                                                |
| Deutschland (BVMI)                                                                           | —       | Gold1    | —          | —        | 250.000  | musikindustrie.de                                          |
| Frankreich (SNEP)                                                                            | Silber1 | 2× Gold2 | —          | —        | 475.000  | infodisc.fr snepmusique.com                                |
| Mexiko (AMPROFON)                                                                            | —       | Gold1    | Platin1    | —        | 225.000  | amprofon.com.mx                                            |
| Niederlande (NVPI)                                                                           | —       | Gold1    | —          | —        | 50.000   | nvpi.nl                                                    |
| Norwegen (IFPI)                                                                              | —       | Gold1    | —          | —        | 10.000   | ifpi.no (Memento vom 5. November 2012 im Internet Archive) |
| Schweden (IFPI)                                                                              | —       | Gold1    | —          | —        | 15.000   | ifpi.se                                                    |
| Schweiz (IFPI)                                                                               | —       | Gold1    | —          | —        | 25.000   | hitparade.ch                                               |
| Türkei (Mü-YAP)                                                                              | —       | —        | —          | Diamant1 | 300.000  | mu-yap.org                                                 |
| Insgesamt                                                                                    | Silber1 | 8× Gold8 | 3× Platin3 | Diamant1 |          |                                                            |